# Věra Štiborová
Věra Štiborová ou Věra Putíková-Stiborová, née le 15 janvier 1926 à Písek et morte le 20 mars 2018 à Prague, est une écrivaine et traductrice tchèque. 

## Biographie
Věra Stiborová est issue d'une famille d'artistes textiles. Elle est diplômée de l'école primaire et du lycée de Písek. Elle a également étudié les arts appliqués à l'École des arts décoratifs de Prague. Après ses études, elle rejoint la maison d'édition Máj en 1950, qu'elle quitte la même année pour travailler à la section culturelle et littéraire de Lidové noviny. En 1952, elle rejoint le quotidien Práce. Elle y travaille pendant environ quatre ans à la section étrangère, se marie en 1954 avec Jaroslav Putík (cs) et prend un congé de maternité en 1956. Après avoir terminé ses études en 1961, elle travaille brièvement à la Radio tchécoslovaque avant de décider de devenir pigiste la même année.
De 1969 à 1989, elle n'est autorisée à publier ni à travailler dans des institutions culturelles. À cette époque, elle travaille d'abord pour la société Sady, lesy, zahradnictví, puis, à partir de 1975, comme vendeuse de disques. Elle prend sa retraite en 1986. 
Elle a traduit occasionnellement de l'anglais et de l'allemand sous des noms étrangers. Elle publiait en samizdat. 
Elle est inhumée avec son mari au Břevnovský hřbitov (cs). 

## Œuvres
- 1963 : Modré lásky
- 1968 : Minuta na cestě
- 1991 : Den dam aneb Čtyři jablka ze zahrady Hesperidek
- 1991 : Ikariana
- 1995 : Vrať se zpátky do Sorrenta
- 1999 : My nic, my muzikanti
- 2000 : Zapomeň, řeko, téci
- 2000 : Deset povídek aneb Na vině jsou prakoně
- 2012 : Otavín